# Elbow Lake (Contea di Grant)
Elbow Lake è una località degli Stati Uniti d'America, capoluogo della contea di Grant, nello Stato del Minnesota.